# Darkest Dungeon II
Darkest Dungeon II — компьютерная ролевая игра в жанре roguelike от студии Red Hook Studios. Вышла в раннем доступе в октябре 2021 года, релиз полной версии на ПК состоялся 8 мая 2023 года. 15 июля 2024 года игра вышла на платформах Playstation 4, Playstation 5, Xbox Series X/S, Switch.

## Геймплей
Как и её предшественник, Darkest Dungeon II представляет собой ролевую игру с элементами roguelike. Игрок может составлять команду из нескольких персонажей, у каждого из которых есть свои уникальные способности. Героев можно экипировать различными талисманами и боевыми предметами. Основным способом навигации по игровому миру является дилижанс. Конечная цель игрока — добраться до горы, которая является источником зла, охватившего мир. По мере исследования игрок будет сталкиваться с различными интересными местами и вражескими блокпостами, на которых проходят битвы с противниками. В игре пошаговая система боя. На сражения влияют места расположения героев, так как некоторые из их навыков нельзя использовать, на определённых позициях. По мере исследования мира игрок может посещать Святилища Отражений, где рассказываются предыстории главных героев.
В игре сохранилась система стресса. При высоком показателе у персонажа может случиться нервный срыв, что приведёт к резкому снижению здоровья и приобретению отрицательных черт характера. Кроме того, высокий уровень стресса влияет на отношения между героями. Если персонажи дружат, они получают дополнительные игровые привилегии. Однако, если у них враждебные отношения, один может мешать другому использовать свои навыки и повышать уровень стресса. По ходу путешествия игрок может посещать больницу, чтобы избавляться от отрицательных черт характера. Когда член команды умирает, игрок может нанять другого, как только доберётся до таверны. Также на привале игрок может снизить уровень стресса персонажей и временно улучшить характеристики команды. Однако, пребывание в таверне также увеличивает Отвращение, характеристику, указывающую на всепоглощающее мировое зло. Пламя на дилижансе олицетворяет надежду команды. Персонажи получают дебафф, когда оно гаснет. По окончании игровой сессии ранг игрока увеличивается, что позволяет открывать новых персонажей и предметы, которые игрок сможет использовать в последующих забегах.

## Разработка
Хотя в игре используется улучшенная версия боевой системы из первой части, разработчики заявили о своём намерении предложить совершенно новый опыт метаигры, включая переход от 2D- к 3D-графике с использованием движка Unity. В сюжетном плане повествование посвящено возникновению природы зла, помимо того, с которым игроки столкнулись в поместье из первой части. Для работы над сиквелом студия Red Hook Studios расширила команду с пяти разработчиков (которые создавали первую часть) до как минимум четырнадцати. К своим должностям вернулись оригинальный композитор Стюарт Чатвуд, рассказчик Уэйн Джун и команда отвечающая за звуковой дизайн — Power Up Audio.
Darkest Dungeon II была анонсирована в феврале 2019 года. Как и в случае с первой частью, игру первоначально выпустили в раннем доступе, так как разработчикам была важна обратная связь с игровым сообществом проекта. Релиз состоялся в цифровом магазине Epic Games Store 26 октября 2021 года — продажи игры в первый день превысили 100 000 копий. Полная версия игры была выпущена 8 мая 2023 года — помимо Epic Games Store, также в онлайн-сервисе Steam. 15 июля 2024 года вышли версии для всех основных консолей — Playstation 4/5, Xbox Series X/S и Nintendo Switch.

## Дополнения
11 декабря 2023 года для игры вышло первое дополнение The Binding Blade. Новый контент включал двух героев Дуэлянтку и Крестоносца (с отдельными предысториями для каждого из персонажей), мини-босса Вождя, а также безделушки.
27 января 2025 года состоялся релиз второго дополнения Inhuman Bondage — которое включает нового героя, Выродка — а также масштабный патч под названием Kingdoms. С патчем был добавлен одноимённый игривой режим посвящённый развитию королевства с «полностью переосмысленным геймплеем» игры разделённым на три части. Помимо этого, появилась новая локация «Катакомбы» (с повышенной сложностью и новыми врагами), где можно получить более ценные награды.
15 апреля 2025 года последовал релиз бесплатного контентного расширения под названием Secrets of the Coven. В нём были добавлены новый квест (для режима Kingdoms), вражескую фракцию, новые механики и предметы. Помимо этого, разработчики внедрили ряд запрошенных сообществом функций: склады в тавернах (только для Kingdoms), улучшенные сравнения путей героев (как в Kingdoms, так и в Confessions), новые настройки уровня сложности, а также ряд других изменений.

## Отзывы
| Русскоязычные издания | Русскоязычные издания |
| Издание               | Оценка                |
| --------------------- | --------------------- |
| StopGame.ru           | «Похвально»           |